# Dulce
Pour l’article homonyme, voir Dulce (rivière).
Albums de Especia
AMARGA
(22 mai 2013)
Dulce (titré en majuscules DULCE ; terme espagnol signifiant : « Douceur ») est le premier EP du groupe japonais Especia sorti en 2012.

## Production et enregistrement
L'album sort le 28 novembre 2012 en une seule édition ; il s'agit d'une édition limitée mise en vente uniquement chez HMV. Il est enregistré au studio SOUND INN CAT à l'école de musique Cat Music College basé à Osaka, l'école et la ville où a été formé le groupe.
Il est alors produit par Schtein & Longer du groupe japonais SCRAMBLES et contient au total 8 titres : 4 chansons inédites ainsi que leurs versions instrumentales. La musique est directement inspirée de la musique américaine des années 1980 et 1990 mélangeant la j-pop avec les styles occidentaux comme le disco, new jack swing et funk, styles de musique habituellement utilisés par le groupe.
Il s'agit du premier disque d'Especia après sa formation en juin 2012. Trois membres ayant quitté Especia durant l'été 2012 avant l'enregistrement et la sortie du mini album, ce dernier fut enregistré par les sept membres restants. Il est même le seul disque enregistré par groupe en tant que septuor avant qu'un de ses membres Yuka Itatsuda le quitte au mois de décembre, un mois après la sortie de l'opus.
De plus, une réédition de cet EP est publié le 25 mars 2013.

## Membres
Membres crédités sur l'album : 
- Haruka Tominaga (leader)
- Chika Sannomiya
- Chihiro Mise
- Yuka Itatsuda
- Akane Sugimoto
- Monari Wakita
- Erika Mori

## Liste des titres
Toute la musique est composée par Schtein & Longer.
| CD    | CD                                    | CD            | CD    | CD | CD | CD | CD | CD | CD |
| No    | Titre                                 | Auteur        | Durée |    |    |    |    |    |    |
| ----- | ------------------------------------- | ------------- | ----- | -- | -- | -- | -- | -- | -- |
| 1.    | Knight Rider (ナイトライダー)         | mirco Compose | 4:11  |    |    |    |    |    |    |
| 2.    | FunkyRock                             | Especia       | 4:05  |    |    |    |    |    |    |
| 3.    | Kirameki Seaside (きらめきシーサイド) | UKO Compose   | 5:20  |    |    |    |    |    |    |
| 4.    | Twinkle Emotion                       | mirco Compose | 4:41  |    |    |    |    |    |    |
| 5.    | Knight Rider (Instrumental)           |               | 4:11  |    |    |    |    |    |    |
| 6.    | FunkyRock (Instrumental)              |               | 4:05  |    |    |    |    |    |    |
| 7.    | Kirameki Seaside (Instrumental)       |               | 5:19  |    |    |    |    |    |    |
| 8.    | Twinkle Emotion (Instrumental)        |               | 4:34  |    |    |    |    |    |    |
| 35:46 |                                       |               |       |    |    |    |    |    |    |

## Crédits
- Chargés de l'image
  - Création (pochette du disque) : Atsushi Nakai
  - Coiffure / maquillage : Hiromi Abe, Shiho Irie, Tomomi Katayama, Kumi Takahashi et Daishi Hasegawa (Vantan)
  - Photographie : Takuro Hori
  - Photo Studio : PHOTO STUDIO SYLVA

- Chargés de la production et enregistrement
  - Production des chansons : Schtein & Longer (SCRAMBLES)
  - Arrangement : PINBALL. LAB (SCRAMBLES)
  - Direction et enregistrement : Hiroshi Yamagami
  - Studio d'enregistrement : SOUND INN CAT (CAT MUSIC COLLEGE)

- Chargés de la promotion et autres
  - A&R Management : Hiromitsu Shimizu
  - Assistance en Management : Eran Sagane
  - Chorégraphie : HIROKI (OIL3.)
  - Promotion de produit : Yusei Taniguchi (Studio AK) / Akiko Horii (Studio AK) / Yasunobu Yamaguchi (A-lead Creation)
  - Coopérateur de produit : Sawako Matsubara
  - Producteur exécutif : Hikari Yamaguchi